# Edward Montagu, II conte di Sandwich
Edward Montagu, II conte di Sandwich (Hinchinbrooke, 3 gennaio 1647 – 29 novembre 1688), è stato un nobile e politico inglese.

## Biografia
Era figlio del Edward Montagu, I conte di Sandwich, e di sua moglie, Jemima Crew.

## Carriera
Nel 1681 fu nominato Lord Luogotenente di Huntingdonshire, ma il conte non ricoprì mai effettivamente la carica, esercitata invece da Robert Bruce, I conte di Ailesbury e da suo figlio Thomas Bruce, II conte di Ailesbury. Ottenne anche la carica di Lord Luogotenente di Cambridgeshire, anch'essa mai esercitata.
Dal 1660 sino al 1672, anno della morte del padre, fu conosciuto con il titolo di cortesia di visconte Hinchingbrooke.

## Matrimonio
Sposò, nel gennaio 1668, Lady Anne Boyle, figlia di Richard Boyle, I conte di Burlington e di Elizabeth Clifford, II baronessa Clifford. Ebbero tre figli:
- Edward Montagu, III conte di Sandwich (10 aprile 1670-20 ottobre 1729)
- Richard
- Elizabeth

## Morte
Morì il 29 novembre 1688.